# Яне Коджабашия
Яне Коджабашия (мак. Јане Коџабашија; 19 липня 1942, Купа, Кукуш) — македонський музикант, композитор і реставратор східного церковного співу в Македонії. Створює популярну, дитячу, камерну, хорову та церковну музику.

## Біографія
Народився 19 липня 1942 року у селі Купа округу Кукуш (нині — Греція). Вивчав теорію музики в Академії музики в Белграді у проф. Властимира Перичича та сольний спів на музичному факультеті у проф. Коста Трпкова. Закінчив аспірантуру в Музичній академії в Бухаресті у професора, доктора Себастьяна Барбу Букур. Назва його докторської дисертації: «Візантійська музична культура на території Македонії в 19 столітті». Виконував різні обов'язки на Македонському радіотелебаченні, працюючи журналістом і редактором музично-мовної редакції, редактором музичної Першої, а потім Другої програми Македонського радіо і головним редактором музичної та касетної продукції македонського радіо та телебачення. Одночасно з 1983 року виконував функції директора концерту «Македонія» — організації з представлення культурних цінностей Македонії за кордоном, до 1990 року. Отримав значну кількість відгуків та критики на адресу Радіо Скоп'є та інших газет та журналів.
З початку XXI століття головним його заняттям був церковний спів із візантійської традиції. Після здобуття незалежності Македонії досліджував східний церковний спів і активно займався його реставрацією в православних храмах Македонії. Викладав церковний спів у Богословській середній школі, а згодом був професором Богословського факультету, де викладав аспірантські предмети «Історичні аспекти церковного співу» та «Теорія та практика церковного співу з візантійської традиції». Опублікував низку збірок церковного співу та теоретичних праць для вивчення східного церковного співу. З 2017 року є президентом Спілки композиторів Македонії (СОКОМ).